# Арранкудіага
Арранкудіага (баск. Arrankudiaga (офіційна назва), ісп. Arrancudiaga) — муніципалітет в Іспанії, у складі автономної спільноти Країна Басків, у провінції Біская. Населення — 909 осіб (2009).
Муніципалітет розташований на відстані близько 310 км на північ від Мадрида, 10 км на південь від Більбао.
На території муніципалітету розташовані такі населені пункти: (дані про населення за 2009 рік)
- Арене: 582 особи
- Урібаррі: 91 особа
- Сулуага: 114 осіб
- Аспіунса: 38 осіб
- Сольйо-Елехальде: 84 особи

## Демографія
Динаміка населення (INE ):

## Галерея зображень

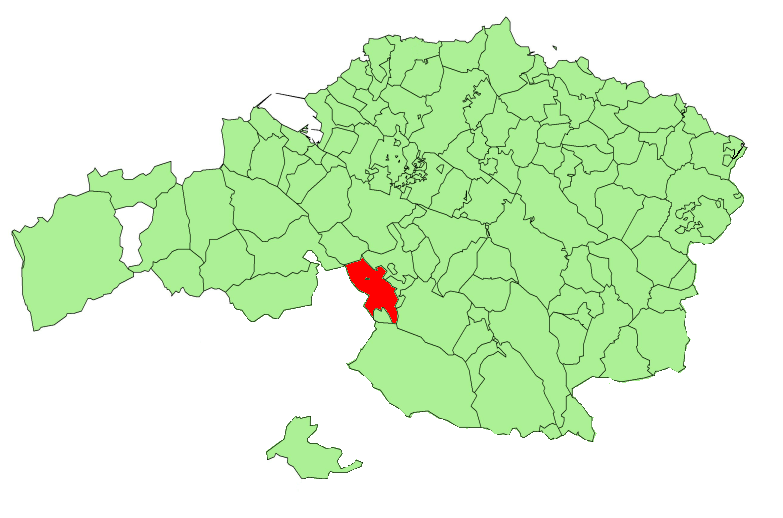
Розташування муніципалітету